# Gottlieb Neumair
Gottlieb Neumair (ur. 14 listopada 1939 w Monachium) – zachodnioniemiecki zapaśnik walczący przeważnie w stylu klasycznym. Olimpijczyk z Rzymu 1960, gdzie zajął jedenaste miejsce w kategorii 62 kg.

## Kariera sportowa
Szósty na mistrzostwach świata w 1958 roku.
Mistrz RFN w 1958 i 1962; drugi w 1956, 1960, 1963 i 1964, w stylu klasycznym. Wicemistrz w stylu wolnym w 1960 roku.